# Caproni Ca.32
Le Caproni Ca.32 est un bombardier lourd biplan italien de la Première Guerre mondiale. 
Dérivé du biplan Caproni Ca.31, le premier vol a eu lieu en octobre 1914. L'avion est immédiatement retenu par l'armée du Roi d'Italie et par l'armée française. En France, il est construit sous licence par la société de Robert Esnault-Pelterie.
Il est ensuite remplacé par le Caproni Ca.33 équipé de moteurs plus puissants.